# Шевчук, Ирина Борисовна
Ири́на Бори́совна Шевчу́к (род. 6 октября 1951, Мурманск) — советская, российская и украинская актриса театра и кино. Заслуженная артистка УССР (1974), Заслуженная артистка Российской Федерации (2019). Вице-президент открытого фестиваля кино стран СНГ и Балтии «Киношок».

## Биография
Родилась в Мурманске. Отец — капитан 1 ранга Борис Иванович Шевчук. Мать — преподаватель в вечерней школе. В детстве проживала в посёлке Роста на северной окраине Мурманска, сначала в небольшом двухэтажном доме на улице Сивко, потом в новом каменном доме на улице Сафонова. Училась в средней школе № 7.
Семья Ирины переехала из Мурманска в Киев, когда ей было 11 лет. После окончания школы становиться актрисой не планировала, но случайно попала на съемки. Источники разнятся, какая работа была раньше хронологически - «Ну и молодёжь!» или «Гольфстрим», но Ирина приняла решение в пользу актерской профессии. После школы начала готовиться к вступительным экзаменам в Киевский театральный институт. Но в этом же году состоялся отбор на целевой курс во ВГИК для украинских студентов, куда она и сделала попытку попасть. Пройдя большой конкурс, она была отобрана в группу, отправленную из Киева на учебу во ВГИК в Москву. Руководителем группы стал Владимир Белокуров. Среди её сокурсников Сергей Свечников, Нина Ильина, Виктор Демерташ, Людмила Ефименко, Галина Логинова, Николай Сектименко и Андрей Праченко.
После завершения обучения выпускники должны были вернуться обратно и стать актерами киностудии имени А. Довженко. Во время учебы во ВГИКе она снялась в картинах «Приключения жёлтого чемоданчика» и «А зори здесь тихие». Как и планировалось условиями обучения, после завершения обучения во ВГИКе в 1972 году она вернулась на Украину и стала актрисой Киевской киностудии имени А. Довженко. С 1983 года — актриса ЦКДЮФ имени М. Горького.

### Личная жизнь
Была замужем за композитором Александром Фёдоровичем Афанасьевым. В 1981 году родила дочь Александру Афанасьеву-Шевчук (которая стала актрисой).

## Награды и премии
- Заслуженная артистка УССР (1974).
- Заслуженная артистка Российской Федерации (13 июня 2019 года) — за большой вклад в развитие отечественной культуры и искусства, многолетнюю плодотворную деятельность[3].
- Премия Ленинского комсомола (1976) — за воплощение образов современников в кино.
- Почётный знак «За заслуги в развитии культуры и искусства» (21 ноября 2019 года, Межпарламентская ассамблея СНГ) — за значительный вклад в формирование и развитие общего культурного пространства государств — участников Содружества Независимых Государств, в реализацию идей сотрудничества в сфере культуры и искусства[4].

## Творчество

### Фильмография
- 1968 — Гольфстрим
- 1969 — Ну и молодёжь! — медсестра
- 1970 — Приключения жёлтого чемоданчика — медсестра
- 1972 — А зори здесь тихие — Рита Осянина
- 1973 — Мраморный дом — Марина Калганова, студентка мединститута
- 1973 — Абитуриентка — Галя Гриценко
- 1973 — Эффект Ромашкина — Маша
- 1974 — Повесть о женщине — Марта
- 1974 — Новоселье — Стася, дочь Кируса
- 1974 — Марина — Марина
- 1974 — Второе дыхание — Женя Жовнир
- 1976 — Преступление — Маша, жена Стрельцова
- 1975 — Там вдали, за рекой — Нина Поречная, библиотекарь клуба коммунаров
- 1976 — Мужчины седеют рано
- 1976 — Быть братом — Саша
- 1977 — Право на любовь — Христина
- 1977 — Белый Бим Чёрное ухо — Даша
- 1977 — Ералашный рейс
- 1977 — Побег из тюрьмы — Ольга
- 1977 — Талант — Валя
- 1979 — Я буду ждать... — Маша
- 1980 — Иначе нельзя — Зина
- 1984 — Медный ангел — Марина Громова, геолог
- 1984 — Государственная граница. Красный песок — Галя (Галина Петровна), жена Гамаюна, врач
- 1985 — Тётя Маруся
- 1990 — Кодекс молчания. На тёмной стороне луны — Нина, жена Туры Саматова
- 1991 — Яр
- 1992 — Кодекс молчания 2: След чёрной рыбы — Нина, жена Туры Саматова
- 1992 — Мужской зигзаг — Людмила, секретарша
- 1993 — Волчицы — Элен
- 2001 — Курортный роман — Клавдия Георгиевна
- 2004 — Исцеление любовью — Анфиса, соседка Зинаиды Степановны
- 2007 — Сонька — Золотая Ручка — пани Мария
- 2008 — Женщина без прошлого — Лилия Семёновна, мать Александры
- 2013 — Вангелия — Ирэна, хозяйка пансиона
- 2013 — Тайны института благородных девиц (телесериал) — княгиня Мария Денисовна Разумова, тётушка Эжени Меншиковой, председатель попечительского совета ИБД
- 2013 — Хуторянин — Мария Павловна, директор магазина
- 2014 — Другая семья — мать Тони
- 2015 — Мой близкий враг (телесериал) — директор школы
- 2015 — Снег растает в сентябре
- 2018 — Песня Линшуй / 陵水谣 (Россия/Китай) — Анна спустя годы
- 2018 — Большая семья
- 2019 — Ангел-хранитель — Авдотья